# ヴィーナスとキューピッド (ポントルモ)
『ヴィーナスとキューピッド』（伊: Venere e Amore）は、イタリアのマニエリスム期の画家、ポントルモによる油彩の板絵である。ミケランジェロの失われた絵画または下絵を基としており、フィレンツェのアカデミア美術館に所蔵されている。準備習作が大英博物館にあり、ミケーレ・ディ・リドルフォ・デル・ギルランダイオの複製がローマのコロンナ宮殿にある。他の複製が、ケンジントン宮殿のロイヤル・コレクション、ヒルデスハイムにあり、ミケーレ・トシーニに帰属される小品のバージョンがジュネーブに、そして2点の複製がナポリのカポディモンテ美術館にある（1つはヘンドリック・ファン・デルブルックに帰属され、もう1点は匿名の画家による）。ジョルジョ・ヴァザーリは、オッタヴィアーノ・デ・メディチのために3点の複製を制作した。

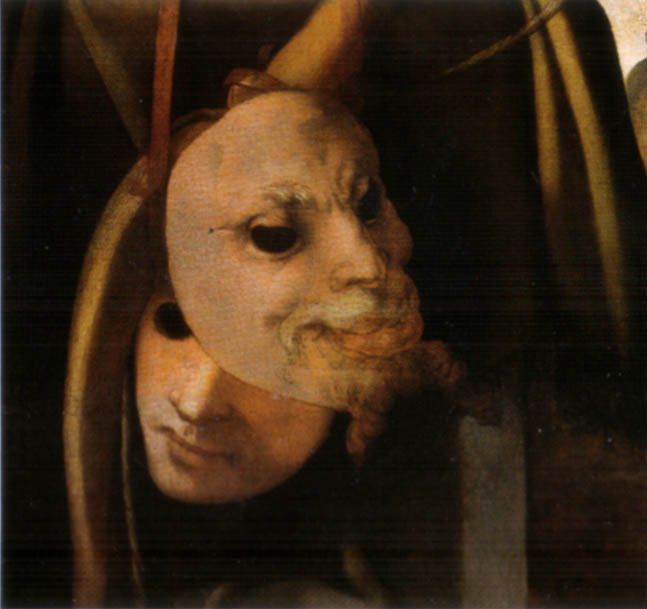
部分

ミケランジェロの素描は、アノニモ・マッリアベキアーノ（1537–1542年）によって最初に記録されており、その素描に由来するポントルモの絵画はミケランジェロの友人であるバルトロメオ・ベッティーニのために制作されたと述べている。ミケランジェロの素描は1532年から1533年の間に、そして絵画は1533年に制作されたが、ミケランジェロは翌年ローマに向けて出発した。ナポリで見つかった素描は、かつてミケランジェロのものと考えられていたが、現在はで複製であると考えられている。
本作はアレッサンドロ・デ・メディチが所有しており、ローマの複製と同様に、早い段階でヴィーナスの裸体を覆うため検閲がなされた。作品は1553年と1560年にグアルダローバ・メディチェーアの目録に記録され、「『クニドスのアフロディーテ』のように」男性が恋に落ちてしまったと書いたベネデット・ヴァルキによって賞賛された。作品は1850年に再発見され、2年後、修復者のウリッセ・フォルニは、ヴィーナスの性器を覆う布を除き、ほとんどの塗り直しを取り去り、ほとんどが本来の状態に修復された。残された布は2002年に最終的に取り除かれた。